# Mika Saiki
Mika Saiki (Japans: 佐伯 美香, Saiki Mika) (Matsuyama, 25 september 1971) is een Japanse volleybalster en beachvolleybalster.  Ze nam deel met de Japanse volleybalploeg aan de Olympische Zomerspelen van 1996. Op de Olympische Spelen van 2000 nam ze deel aan het beachvolleybal. Ze eindigde samen met haar partner Yukiko Takahashi op de vierde plaats. In 2008 deed ze wederom mee met Chiaki Kusuhara. 